# Emesis eurydice
Emesis eurydice är en fjärilsart som beskrevs av Frederick DuCane Godman 1903. Emesis eurydice ingår i släktet Emesis och familjen Riodinidae. Inga underarter finns listade i Catalogue of Life.